# أشترك (بنستان)
أشترك (بالفارسية: اشترک) هي قرية تقع في إيران في قسم بنستان الريفي. يقدر عدد سكانها بـ 63 نسمة بحسب إحصاء 2016.